# NGC 5886
NGC 5886 este o galaxie eliptică situată în constelația Boarul. A fost descoperită în 13 mai 1828 de către John Herschel.